# Nicolas Standaert
Nicolas Standaert (Antwerpen, oktober 1959) is een Belgische jezuïet, sinoloog, en professor aan de KU Leuven.
- Bibliothèque nationale de France: cb12088095j (data)
- CiNii: DA0275602X
- Gemeinsame Normdatei: 140185631
- International Standard Name Identifier: 0000 0003 6777 0723
- Library of Congress Control Number: n87853054
- Nationale Bibliotheek van Tsjechië: xx0271737
- Nationale Bibliotheek van Israël: 987007437936205171
- Nederlandse Thesaurus van Auteursnamen: 070479992
- Istituto Centrale per il Catalogo Unico: RMSV978014
- Système universitaire de documentation: 029205832
- Virtual International Authority File: 233365230
- WorldCat: E39PBJvt87vqmQTmDGMj3JmfMP